# A Million Bid (film 1914)
A Million Bid è un film muto del 1914 diretto da Ralph W. Ince che, con questa pellicola, realizzò il primo film a cinque rulli della Vitagraph.
La sceneggiatura è basata sul lavoro teatrale Agnes di George Cameron, lo pseudonimo usato per firmare le sue commedie da Gladys Rankin, moglie di Sidney Drew e conosciuta anche come Mrs. Sidney Drew. Nel 1927, la Warner Bros. ne avrebbe fatto un remake diretto da Michael Curtiz, usando sempre il titolo A Million Bid.

## Trama
La signora Sidney Belgradin si rifiuta di prendere in considerazione come genero Loring Brent, un medico non certo ricco di cui è innamorata sua figlia Agnes. Intercettando le lettere che si scambiano i due innamorati, fa credere alla figlia che Loring non l'ami più. La ragazza, allora, accetta di accompagnare la madre in un viaggio all'estero. Su insistenza della madre, finisce per sposare Geoffrey Marshe, un ricco magnate australiano. Durante una crociera, lo yacht dove si trovano, naufraga e Marshe, insieme alla signora Belgradin, viene dato per morto.
Tornata in America, Agnes sposa Loring e dal loro matrimonio nasce un bambino. Cinque anni dopo, però, riappare Marshe che si fa chiamare Monsieur de la Mer: sofferente di amnesia, non ricorda nulla, neanche il suo nome e si fa visitare da Loring per poter recuperare la memoria. Agnes, che lo ha riconosciuto, scongiura il marito di non operare quel paziente. Ma, durante l'operazione, effettuata nonostante le sue suppliche, Marshe muore per il trauma.

## Produzione
Il film fu prodotto dalla Vitagraph Company of America con il titolo di lavorazione A Million Dollar Bid.

## Distribuzione
Il copyright del film, richiesto dalla Vitagraph Co. of America, fu registrato il 26 novembre 1913 con il numero LP2192.
Distribuito dalla General Film Company, il film uscì nelle sale cinematografiche statunitensi nell'aprile 1914 dopo essere stato presentato in prima a New York il 7 febbraio 1914 nella nuova grande sala che la Vitagraph aveva comperato a Broadway e che aveva ribattezzato con il nome Vitagraph Theatre.
Del film fu fatta una riedizione che uscì sul mercato statunitense il 4 aprile 1917, distribuita dalla Greater Vitagraph (V-L-S-E).